# NGC 2947
NGC 2947 (другие обозначения — IC 547, IC 2494, MCG −2-25-4, IRAS09336-1212, PGC 27309) — спиральная галактика с перемычкой (SBbc) в созвездии Гидры. Открыта Фрэнком Ливенвортом в 1886 году. Галактика обладает выделяющимся голубым ядром. Излом профиля поверхностной яркости диска находится в 15 секундах дуги от центра.
Этот объект входит в число перечисленных в оригинальной редакции «Нового общего каталога». При этом галактика попала в первый и второй Индекс-каталоги под номерами IC 547 и IC 2494, поскольку независимо от Ливенворта её впоследствии открывали Стефан Жавел в 1892 году и Льюис Свифт в 1898. Таким образом, эта галактика — единственный объект, попавший во все три каталога, составленные Джоном Дрейером.